# Jean Darrigade
Pour les articles homonymes, voir Darrigade.
Pas d'image ? Cliquez ici

a Compétitions nationales et continentales officielles uniquement.

Jean Darrigade, né le 28 février 1913 à Bayonne et mort le 12 novembre 1985 à Pessac, est un joueur de rugby à XV et de rugby à XIII évoluant au poste de deuxième ligne dans les années 1930.
Sa carrière sportive est composée de deux phases. La première se déroule au club de rugby à XV de l'Aviron bayonnais. Il change de code de rugby pour du rugby à XIII et joue à Côte basque puis Bordeaux XIII atteignant la finale du Championnat de France en 1936, et enfin Paris XIII.

## Palmarès

### Rugby à XIII
- Collectif :
  - Vainqueur du Championnat de France : 1937 (Bordeaux).
  - Finaliste du Championnat de France : 1936 (Bordeaux).

#### Statistiques
| Saison    | Saison      | Championnat           | Championnat | Championnat | Championnat | Championnat | Championnat | Championnat | Coupe           | Coupe       | Coupe | Coupe | Coupe | Coupe | Coupe |
| Saison    | Saison      | Comp.                 | Class.      | M           | Pts         | Ess.        | Buts        | Dp.         | Comp.           | Class.      | M     | Pts   | Ess.  | Buts  | Dp.   |
| --------- | ----------- | --------------------- | ----------- | ----------- | ----------- | ----------- | ----------- | ----------- | --------------- | ----------- | ----- | ----- | ----- | ----- | ----- |
| 1934-1935 | Côte basque | Championnat de France | 9e          | ?           | -           | -           | -           | -           | Coupe de France | Non inscrit | ?     | -     | -     | -     | -     |
| 1935-1936 | Bordeaux    | Championnat de France | Finaliste   | ?           | -           | -           | -           | -           | Coupe de France | 1/2 finale  | ?     | -     | -     | -     | -     |
| 1936-1937 | Bordeaux    | Championnat de France | Vainqueur   | ?           | -           | -           | -           | -           | Coupe de France | 1/2 finale  | ?     | -     | -     | -     | -     |
| 1937-1938 | Paris       | Championnat de France | 9e          | ?           | -           | -           | -           | -           | Coupe de France | 1/8 finale  | ?     | -     | -     | -     | -     |